# Бугай Владислав Сергійович
Владисла́в Сергі́йович Буга́й (нар. 27 жовтня 1997, Київ, Україна) — український футболіст, нападник «Зорі».

## Біографія

### Юнацькі роки
У чемпіонаті України (ДЮФЛУ) захищав кольори команд «Динамо» (Київ), «Атлет» (Київ), «Іллічівець» (Маріуполь) та «Локомотив» (Київ).

### Клубна кар'єра
У 2015 році підписав контракт із донецьким «Шахтарем», де протягом сезону виступав у першості України U-19 та U-21. Також Владислав грав за донецьку команду в Юнацькій лізі УЄФА.
Наприкінці серпня 2016 року на правах оренди поповнив склад чернівецької «Буковини», де виступав до завершення сезону під 16 номером. У матчі проти ФК «Полтава» відзначився дебютним голом у першій українській лізі. Всього за сезон зіграв 23 матчі та забив 1 гол.
Влітку 2017 року був відданий в оренду в ФК «Маріуполь». У сезоні 2018/19 заявлений на матчі Ліги Європи. 1 вересня 2018 року вперше зіграв у Прем'єр-лізі України, вийшовши на заміну на 74-хвилині, у матчі саме проти «Шахтаря».
Сезон 2019/20 провів у футболці «Миколаєва».
У вересні 2020 року став гравцем одеського «Чорноморця». 16 жовтня 2020 року в грі 7-го туру першої ліги чемпіонату України «Чорноморець» — «Кремінь» Владислав забив свій перший гол у складі «моряків». «Sport Arena» включила гравця в символічну збірну 7-го туру. В УПЛ дебютував 25 липня 2021 року в матчі проти чернігівської «Десни». Перший гол в елітному українському дивізіоні забив 6 серпня того ж року у ворота «Металіста 1925», відзначившись відразу дублем.
15 січня 2022 року став гравцем ФК «Львів».

### Збірна
У 2013—2014 роках виступав за юнацьку збірну України до 17 років.

## Досягнення
«Шахтар»:
 Срібний призер Молодіжної першості України: 2015/16
 Бронзовий призер Юнацької першості України: 2015/16
 «Металіст 1925»:
 Бронзовий призер Першой ліги України: 2024/25

## Статистика
Станом на 14 червня 2022 року
| Команда        | Сезон   | Чемпіонат    | Чемпіонат | Чемпіонат | Кубок | Кубок | Кубок |
| Команда        | Сезон   | Змаг.        | Матчі     | Голи      | Змаг. | Матчі | Голи  |
| -------------- | ------- | ------------ | --------- | --------- | ----- | ----- | ----- |
| «Буковина»     | 2016/17 | Перша ліга   | 23        | 1         |       | —     | —     |
| ФК «Маріуполь» | 2017/18 | Прем'єр-ліга | 0         | 0         |       | —     | —     |
| ФК «Маріуполь» | 2018/19 | Прем'єр-ліга | 4         | 0         | КУ    | 1     | 0     |
| МФК «Миколаїв» | 2019-20 | Перша ліга   | 17        | 5         | КУ    | 3     | 1     |
| «Чорноморець»  | 2020/21 | Перша ліга   | 20        | 3         |       | —     | —     |
| «Чорноморець»  | 2021/22 | Прем'єр-ліга | 16        | 2         | КУ    | 2     | 2     |